# Mecynotarsus mellyi
Mecynotarsus mellyi là một loài bọ cánh cứng trong họ Anthicidae. Loài này được Marseul miêu tả khoa học năm 1878.